# Decemberunderground
Albums de AFI
Sing the Sorrow
(2003) Crash Love
(2009)
Decemberunderground est le septième album studio du groupe de rock alternatif californien AFI.

## Liste des chansons
| 1.    | Prelude 12/21       | 1:34 |
| 2.    | Kill Caustic        | 2:39 |
| 3.    | Miss Murder         | 3:26 |
| 4.    | Summer Shudder      | 3:06 |
| 5.    | The Interview       | 4:16 |
| 6.    | Love Like Winter    | 2:45 |
| 7.    | Affliction          | 5:28 |
| 8.    | The Missing Frame   | 4:40 |
| 9.    | Kiss and Control    | 4:18 |
| 10.   | The Killing Lights  | 4:04 |
| 11.   | 37mm                | 3:55 |
| 12.   | Endlessly, She Said | 4:28 |
| 44:44 |                     |      |

| 13. | On the Arrow        | 3:06 |
| 14. | Jack the Ripper     | 2:48 |
| 15. | Interactive Booklet |      |

| 13. | Fallen Like the Sky | 3:22 |

| 13. | Rabbits are Roadkill on Rt. 37 |              | 3:51 |
| 14. | Head Like a Hole               | Trent Reznor | 4:44 |

| 15. | Fallen Like the Sky | 3:22 |

| Piste bonus Édition japonaise | Piste bonus Édition japonaise | Piste bonus Édition japonaise | Piste bonus Édition japonaise | Piste bonus Édition japonaise | Piste bonus Édition japonaise | Piste bonus Édition japonaise | Piste bonus Édition japonaise | Piste bonus Édition japonaise | Piste bonus Édition japonaise |
| No                            | Titre                         | Durée                         |                               |                               |                               |                               |                               |                               |                               |
| ----------------------------- | ----------------------------- | ----------------------------- | ----------------------------- | ----------------------------- | ----------------------------- | ----------------------------- | ----------------------------- | ----------------------------- | ----------------------------- |
| 15.                           | Don't Change                  | 3:16                          |                               |                               |                               |                               |                               |                               |                               |
| 56:28                         |                               |                               |                               |                               |                               |                               |                               |                               |                               |

| DVD bonus Japon | DVD bonus Japon                                       | DVD bonus Japon | DVD bonus Japon | DVD bonus Japon | DVD bonus Japon | DVD bonus Japon | DVD bonus Japon | DVD bonus Japon | DVD bonus Japon |
| No              | Titre                                                 | Durée           |                 |                 |                 |                 |                 |                 |                 |
| --------------- | ----------------------------------------------------- | --------------- | --------------- | --------------- | --------------- | --------------- | --------------- | --------------- | --------------- |
| 1.              | Miss Murder (video)                                   | 5:12            |                 |                 |                 |                 |                 |                 |                 |
| 2.              | Love Like Winter (video)                              | 2:56            |                 |                 |                 |                 |                 |                 |                 |
| 3.              | Silver & Cold (video)                                 | 4:11            |                 |                 |                 |                 |                 |                 |                 |
| 4.              | The Leaving Song Pt.II (video)                        | 3:36            |                 |                 |                 |                 |                 |                 |                 |
| 5.              | Love Like Winter (Live at Long Beach Arena, '06/9/15) | 3:26            |                 |                 |                 |                 |                 |                 |                 |
| 6.              | EPK                                                   | 16:15           |                 |                 |                 |                 |                 |                 |                 |
| 35:37           |                                                       |                 |                 |                 |                 |                 |                 |                 |                 |

## Certifications
| Pays                  | Certification | Unités certifiées |
| --------------------- | ------------- | ----------------- |
| Australie (ARIA)      | Or            | 35 000            |
| Canada (Music Canada) | Platine       | 100 000           |
| États-Unis (RIAA)     | Platine       | 1 000 000         |